# Клементс, Габриэль

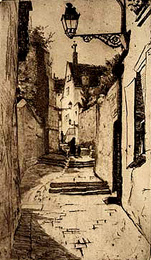
Один из офортов Габриэль Клементс

Габриэль Клементс (англ. Gabrielle Clements, полное имя Gabrielle de Veaux Clements; 1858—1948) — американская художница и гравёр, также педагог.

## Биография
Родилась 11 сентября 1858 года в Филадельфии в семье доктор Ричарда Клементса и Габриэллы де Во. Предком её матери, родом из Южной Каролины, был герой Войны за независимость США — генерал Фрэнсис Мэрион.
Габриэль училась в школе мисс Лонгстрет (Miss Longstreth’s school) в Филадельфии и уже в подростковом возрасте проявила интерес к искусству. В 1875 году она посещала Филадельфийскую школу дизайна для женщин, где под руководством Чарльза Пейджа (Charles Page) изучала литографию. Затем с 1876 по 1880 год она училась в Корнельском университете в Итаке, штат Нью-Йорк; здесь изучала науку, выполняла научные рисунки и получила степень бакалавра наук. Её выпускная диссертация называлась «A Study of Two German Masters in Medieval Art, Dürer and Holbein». По завершении учёбы в университете, вернулась в Филадельфию и ещё с 1881 по 1882 год училась в Пенсильванской академии изящных искусств под руководством Томаса Икинса. Искусству гравирования она училась у Стивена Пэрриша в 1883 году. В эти годы она создала ряд литографий и научных рисунков.
Также в 1883 году Габриэль Клементс встретила американскую импрессионистку Эллен Хейл, которая стала её спутником в путешествиях и по жизни. Около 1884 года она училась в Академии Жюлиана в Париже у Уильяма Бугро и Тони Робера-Флери. Эллен Хейл тоже приехал в Париж, чтобы быть с ней. В 1885 году Габриэль выставлялась в Парижском салоне, и когда женщины путешествовали по Франции, она научила Эллен гравировке.
Клементс выставляла свои работы разного жанра. В 1888 году она представила 20 своих работ на выставке The Work of Women Etchers of America, проводившейся Union League of New York под руководством Сильвестра Кёлера. Проведенная в Музее изящных искусств в Бостоне, она стала первой выставкой произведений женского искусства в этом музее.
Габриэль Клементс также иллюстрировала сборник стихов «Easter Song» Шарлотты Пендлетон, опубликованный в 1892 году. Она рисовала море, города и пейзажи различных городов Соединённых Штатов, поработав за границей в Палестине, Алжире и Франции. Её работы выставлялись на многих площадках США. Офорты Клементс экспонировались на международных выставках вместе с работами Фрэнсиса Хадена и Джеймса Уистлера. Художница выставляла свои работы в Женском здании и Здани штата Пенсильвания на Всемирной выставке 1893 года в Чикаго, на Всемирной выставке 1904 года в Сент-Луисе и на выставке Sesquicentennial Exposition в 1926 году в Филадельфии.
Клементс создала пять фресок для церквей в Вашингтоне, а в Балтиморе она нарисовала виды города для галереи Bendann Galleries и фреску с названием Oh, praise ye the Lord, al ye His angels". Также создала фрески в Детройте, Чикаго и Филадельфии. Её монументальная фреска «Урожай» («Harvest») размером 2,7 метров на 4,0 метра была сделана для Всемирной выставки 1893 года и сейчас находится в коллекции Музея Кейп-Энн. В 1910 году она создала фреску «Enlightenment» на холсте размером 3,0 метра на 6,7 метров. В 2014 году она находилась в процессе реставрации в особняке Хью Макколла на территории клуба Women’s Club of York в штате Пенсильвания.
С 1895 по 1908 год Клементс преподавала искусство в Балтиморской школе Bryn Mawr School, где вела новые техники, такие как работа с акватинтой и цветным травлением. Также преподавала искусство в Филадельфии. С 1916 по 1920 год вместе с Эллен Хейл преподавали офорт и живопись в Чарльстоне, Южная Каролина. Они же стали вдохновителями в создании здесь Charleston Etchers' Club.
Умерла 26 марта 1948 года в местечке Folly Cove близ города Рокпорт, штат Массачусетс.

Некоторые работы
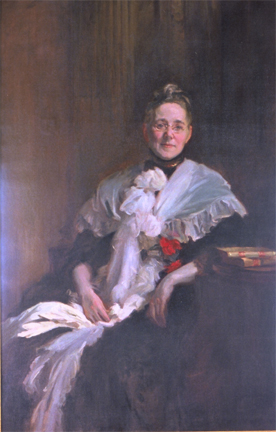
Mary E. Garrett, 1917
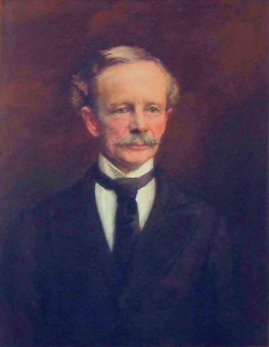
Hon. George William Brown, 1901
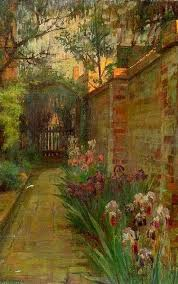
Garden Path, 1919